# Madagaskar 3: Najtraženiji u Europi
Madagaskar 3: Najtraženiji u Europi (engl. Madagascar 3: Europe's Most Wanted) je američki animirani film iz 2012. godine, koji je producirao Dreamworks te je nastavak na Madagaskar 2. Film je redatelja Eric Darnell, Conrad Vernon i Tom McGrath, a scenarij su napisali Darnell i Noah Baumbach. U originalnoj verziji, pojavljuju se Ben Stiller, Chris Rock, David Schwimmer, Jada Pinkett Smith, Sacha Baron Cohen, Cedric the Entertainer, Andy Richter, Elisa Gabrielli, McGrath, Chris Miller, Christopher Knights i Conrad Vernon te ponavljaju svoje glasovne uloge iz prvog i drugog filma.
U filmu se glavni likovi — skupina životinja iz zoološkog vrta Central Parka čije su ih pustolovine već odvele na Madagaskar i Afriku — pokušavaju vratiti u New York i nađu se kako putuju Europom s cirkusom dok ih progoni nemilosrdni Službenik za kontrolu životinja.
Film je premijerno prikazan na Filmskom festivalu u Kanadi 18. svibnja 2012., a u kinima je prikazan u Sjedinjenim Državama 8. lipnja 2012. Bio je to osmi film s najvećom zaradom 2012. i film s najvećom zaradom u franšizi, sa svjetskom zaradom od preko 746 milijuna dolara. Madagaskar 4, isprva je bio planiran za kino prikazivanje 2018., ali je uklonjen iz rasporeda izdavanja nakon restrukturiranja DreamWorks Animationa 2015.

## Radnja
Nedugo nakon što su postali suvođi, pingvini i čimpanze napuštaju Afriku za Monte Carlo u svom modificiranom zrakoplovu. Kada se ne vrate, Alex, Marty, Melman, Gloria, kralj Julien, Maurice i Mort odluče da bi ih trebali pronaći i vratiti se u njihov dom u zoološkom vrtu Central Park u New Yorku. Pronalaze pingvine i čimpanze u kasinu Monte Carlo. Nastaje kaos, a životinje jedva pobjegnu od Chantel DuBois, nemilosrdne francuske službenice za kontrolu životinja koja je odlučna dodati Alexovu glavu svojoj kolekciji taksidermija.
Kad se njihov zrakoplov sruši u Francuskoj, životinje se ukrcaju na odlazeći cirkuski vlak. Cirkuske životinje — morski lav po imenu Stefano, jaguar po imenu Gia i tigar po imenu Vitaly — sumnjičave su prema autsajderima, pa Alex laže da su one američke cirkuske životinje. Cirkus ide na nastup u Rimu, nakon čega slijedi nastup u Londonu gdje se nadaju impresionirati američkog promotora kako bi dobili svoju prvu američku turneju. Kako bi otklonili sumnje, pingvini kupuju cirkus od njegovog ljudskog kolovođe bogatstvom koje su stekli u Monte Carlu. U Rimu, Alex se zaljubljuje u Giu, dok se kralj Julien zaljubljuje u glumačku medvjedicu Sonyu. DuBois progoni kralja Juliena i Sonyu, ali ih ne uspijeva uhvatiti i biva uhićen.
Nastup u Koloseumu u Rimu je katastrofa: životinje krenu po zlu i bijesna ih publika otjera, iako one jedva pobjegnu u vlaku. Stefano kasnije objašnjava Alexu da je cirkus nekoć bio poznat, a Vitaly njegova zvijezda, vješto skačući kroz sve manje obruče. Međutim, teške opekline tijekom jedne od Vitalijevih vratolomija dovele su ga do gubitka strasti i zbog toga je patio cijeli cirkus. Alex uvjerava cirkuske životinje da osmisle novu i uzbudljivu točku sa svim životinjama koja će im vratiti bivšu slavu. Marty i Stefano pronalaze novu strast u pucanju iz topa, dok Melman i Gloria postaju vješti u zajedničkom plesu na žici. Gia nagovori Alexa da je nauči "Trapeze Americano" i njih se dvoje počinju zaljubljivati. U međuvremenu, DuBois bježi iz zatvora i nastavlja njezinu potjeru prije nego što ispiše dokument koji prikazuje fotografiju Alexe kako nastupa u zoološkom vrtu Central Park.
U Londonu, Vitaly se boji ponovnog neuspjeha i razmišlja o odustajanju od nastupa, ali Alex mu pomaže da ponovno otkrije svoju strast prema izvođenju nemogućeg. Na Alexov prijedlog, Vitaly se maže regeneratorom za kosu umjesto maslinovim uljem i uspijeva skočiti kroz obruč. Predstava postiže spektakularan uspjeh, a promotor potpisuje ugovor s cirkusom. DuBois se pojavljuje i pingvini uspijevaju spriječiti njezin pokušaj da uhvati Alex. Međutim, tiskani dokument koji je nosila otkriva da su Alex, Marty, Melman i Gloria cijelo vrijeme bile životinje u zoološkom vrtu. Osjećajući se izdanima i prevarenima, cirkuske životinje izbacuju četvorku.
Nakon što se kralj Julien i Sonya posvađaju, životinje iz zoološkog vrta i cirkusa odlaze svojim putevima, ali stižu u Central Park u isto vrijeme. Gledajući svoj stari dom, životinje iz zoološkog vrta shvaćaju koliko su ih njihove avanture promijenile i odlučuju da je njihovo pravo mjesto u cirkusu. Zatim ih iz zasjede čeka DuBois, ali prije nego što uspije odrubiti glavu Alexu, stižu zaposlenici zoološkog vrta koji pogrešno vjeruju da ona vraća nestale životinje. Kralj Julien se vraća u cirkus s vijestima i miri se sa Sonyom dok Gia i Vitaly uvjeravaju ostale da bi trebali spasiti svoje prijatelje. Životinje u zoološkom vrtu se bude u svojim starim nastambama, sada okruženim visokim ogradama. Osoblje zoološkog vrta odaje počast DuBois, ali ona odbija njihovu nagradu i potajno puni otrovom napunjenu strijelicu i cilja u Alexa. Uskoro ih spašavaju cirkuske životinje i zajedno pobjeđuju DuBoisa. Alex i njegovi prijatelji trajno se pridružuju cirkusu s Alexom i kraljem Julienom koji započinju romantičnu vezu s Giom, odnosno Sonyom. Kao odmazdu za izazivanje njihovih nevolja, pingvini šalju DuBois i njezine pristaše u sanducima na Madagaskar, podsjećajući na način na koji su životinje otpremljene.

## Uloge

### Glavni likovi
| Lik            | Originalni glas        | Glasove posudili  |
| -------------- | ---------------------- | ----------------- |
| Alex           | Ben Stiller            | Boris Mirković    |
| Chantel DuBois | Frances McDormand      | Jasna Bilušić     |
| Gia            | Jessica Chastain       | Dijana Vidušin    |
| Gloria         | Jada Pinkett Smith     | Zrinka Cvitešić   |
| Kralj Gjuro    | Sacha Baron Cohen      | Dražen Bratulić   |
| Kompa          | Chris Miller           | Zoran Gogić       |
| Marty          | Chris Rock             | Ozren Grabarić    |
| Mason          | Conrad Vernon          | Željko Duvnjak    |
| Moris          | Cedric the Entertainer | Zlatan Zuhrić     |
| Melman         | David Schwimmer        | Drago Utješanović |
| Mort           | Andy Richter           | Dražen Bratulić   |
| Pišta          | Christopher Knights    | Ranko Tihomirović |
| Rico           |                        | Zoran Gogić       |
| Spika          | Tom McGrath            | Ranko Tihomirović |
| Stefano        | Martin Short           | Marko Makovičić   |
| Vitalij        | Bryan Cranston         | Slavko Juraga     |

### Ostali originalni glasovi
- Sacha Baron Cohen kao Kralj Julien
- Cedric the Entertainment kao Maurice
- Andy Richter kao Mort
- Tom McGrath kao Skipper
- Christopher Knights kao Private
- Chris Miller kao Kowalski
- Frances McDormand kao kapetanica Chantel DuBois, voditeljica Kontrole životinja
- Jessica Chastain kao Gia, talijanski jaguar i Alexova ljubav
- Martin Short kao Stefano, talijanski morski lav
- Bryan Cranston kao Vitaly, ruski sibirski tigar i nekadašnja superzvijezda putujućeg cirkusa
- Frank Welker kao Sonya, euroazijski smeđi medvjed i ljubav kralja Juliena
- Paz Vega kao andaluzijske trojke (Esmeralda, Esperanza i Ernestina)
- Conrad Vernon kao Mason, čimpanza i drugi policajac
- Vinnie Jones kao pas
- Freddie Steve Jones kao pas
- Jonesy Nick Fletcher kao Frankie, pas
- Eric Darnell kao zapovjednik, službenik zoološkog vrta i spiker
- Dan O'Connor kao osiguranje kasina i gradonačelnik New Yorka
- Danny Jacobs kao Croupier i Master Circus

### Hrvatska sinkronizacija
Ostali glasovi:
- Lea Bulić
- Sanja Hrelec
- Željko Duvnjak
- Mima Karaula
- Siniša Galović
- Ozren Opačić
- Zoran Gogić
- Dragan Peka
- Božidar Peričić

- Sinkronizacija: Duplicato Media d.o.o.
- Redateljica dijaloga i vokalnih izvedbi: Ivana Vlkov Wagner
- Prijevod i autor tekstova: Davor Slamnig
- Adaptacija pjesama: Dražen Bratulić

## Vanjske poveznice
- Madagaskar 3 u internetskoj bazi filmova IMDb-a
- Madagaskar 3 na Rotten Tomatoes (engl.)